# Фетініно (Грязовецький район)
Феті́ніно (рос. Фетинино) — присілок у складі Грязовецького району Вологодської області, Росія. Входить до складу Юровського сільського поселення.

## Населення
Населення — 8 осіб (2010; 17 у 2002).
Національний склад (станом на 2002 рік):
- росіяни — 100 %